# Izithunzi zondii
Espèce
Izithunzi zondii est une espèce d'araignées aranéomorphes de la famille des Drymusidae.

## Distribution
Cette espèce est endémique du KwaZulu-Natal en Afrique du Sud,. Elle se rencontre de Karkloof au parc de la zone humide d'iSimangaliso.

## Description
La femelle holotype mesure 9,04 mm.

## Systématique et taxinomie
Cette espèce a été décrite par Labarque, Pérez-González et Griswold en 2018.

## Étymologie
Cette espèce est nommée en l'honneur de Mathew Sibusiso Zondi.

## Publication originale
- Labarque, Pérez-González & Griswold, 2018 : « Molecular phylogeny and revision of the false violin spiders (Araneae: Drymusidae) of Africa. » Zoological Journal of the Linnean Society, vol. 183, no 2, p. 390-430.